# Xeromelecta haitensis
Xeromelecta haitensis là một loài Hymenoptera trong họ Apidae. Loài này được Michener mô tả khoa học năm 1948.